# Leichter Einheintswaffenträger
Leichter Einheintswaffenträger – niemiecki projekt podwozia działa samobieżnego, na którym montowana miała być armata przeciwpancerna lub haubica. Prace nad tym podwoziem rozpoczęto w 1943 roku. Początkowo planowano modernizację podwozia Gsw III/IV opartego na elementach czołgów PzKpfw III i PzKpfw IV, wykorzystanego wcześniej do budowy dział samobieżnych Nashorn i Hummel, ale ostatecznie za lepsze rozwiązanie uznano podwozie wykorzystujące elementy czołgu lekkiego PzKpfw 38(t).
Na podwoziu Leichter Einheintswaffenträger miało być montowane działo przeciwpancerne 8,8 cm Pak 43 L/71 kalibru 88 mm (kąt ostrzału w pionie od -8° do +20°, zapas amunicji 34 naboje) lub haubica 10,5 cm leFH 18/40/5 L/28 kalibru 105 mm (kąt ostrzału w pionie od -5° do +42°, zapas amunicji 96 nabojów). Obydwa działa miały możliwość pełnego obrotu.
Uproszczenie podwozia miało umożliwić rozwinięcie w połowie 1945 roku masowej produkcji wykorzystujących je dział samobieżnych, docelowo planowano produkcję 350 podwozi miesięcznie, ale ostatecznie powstał tylko prototyp.